# Hieronymus Lorm
 (avril 2013).
Si vous disposez d'ouvrages ou d'articles de référence ou si vous connaissez des sites web de qualité traitant du thème abordé ici, merci de compléter l'article en donnant les références utiles à sa vérifiabilité et en les liant à la section « Notes et références ».
Hieronymus Lorm (de son vrai nom Heinrich Landesmann) né le 9 août 1821 à Nicolsbourg et mort le 3 décembre 1902 à Brünn, était un auteur critique, écrivain, philosophe, et l'inventeur de l'Alphabet de Lorm, un alphabet tactile pour les sourdaveugles.

## Biographie
Il naît en 1821 à Nicolsbourg (Moravie), fils du commerçant juif Christian Landesmann. Il devient sourd à l'âge de 15 ans après une longue maladie, et doit alors abandonner ses études de musique. Il rédige plusieurs poèmes publiés dans des périodiques, et publie son premier ouvrage en 1843 : Abdul. Il s'établit à Vienne où il publie Wien's Poetische Schwingen und Federn : le ton de l'ouvrage étant orienté contre la politique du chancelier Metternich, ses amis lui conseillent de quitter Vienne. Il part alors pour Berlin et prend le pseudonyme de Hieronymus Lorm afin de protéger sa famille d'éventuels problèmes avec la police viennoise. Il se marie en 1856. Vers 1881, il perd définitivement la vue : pour pouvoir communiquer, il développe alors une technique qui sera connue plus tard sous l'appellation d'Alphabet de Lorm (en allemand : Lormen ou Lorm-Alphabet). En 1892, il s'établit chez ses enfants à Brünn où il meurt en 1902.
Sa sœur Nina Landesmann est la seconde épouse de l'écrivain allemand Berthold Auerbach.

## Postérité
L'Alphabet de Lorm ne sera publié qu'après sa mort par sa fille.
Une rue lui rend hommage, le Lormweg à Floridsdorf, un arrondissement de Vienne.

## Ouvrages
- Abdul, 1843, 2de édition Berlin 1852
- Wien's Poetische Schwingen und Federn, Vienne 1847
- Gräfenberger Aquarelle, Berlin 1848
- Erzählungen des Heimgekehrten, Prague 1851
- Ein Zögling des Jahres 1848, Vienne 1855
- Am Kamin, Berlin 1856
- Intimes Leben, 1860
- Novellen, Vienne 1864
- Gedichte, Hambourg 1870
- Philosophisch-Kritische Streifzüge, Berlin 1873
- Geflügelte Stunden. Leben, Kritik, Dichtung, Leipzig 1875
- Hieronymus Napoleon (Drama), 1875
- Das Forsthaus (Drama), 1875
- Die Alten und die Jungen (Drama), 1875
- Der Naturgenuss. Eine Philosophie der Jahreszeiten, Berlin 1876
- Neue Gedichte, Dresde 1877
- Todte Schuld, Stuttgart 1878
- Späte Vergeltung, Hambourg 1879
- Der Ehrliche Name, Dresde 1880
- Ausserhalb der Gesellschaft, 1881
- Der Abend zu Hause, Berlin, A. Hofmann 1881
- Wanderer's Ruhebank, Leipzig 1881
- Ein Kind des Meeres, Dresde 1882
- Ein Schatten aus Vergangenen Tagen, Stuttgart 1882
- Der Fahrende Geselle, Leipzig 1884
- Natur und Geist im Verhältnis zu den Kulturepochen, Teschen 1884
- Vor dem Attentat, Dresde 1884
- Die Schöne Wienerin, Iéna 1886
- Auf dem Einsamen Schlosse, 1887
- Das Leben Kein Traum, Breslau 1887
- Die Muse des Glücks und Moderne Einsamkeit, Dresde 1893
- Der grundlose Optimist (Essay), Vienne 1894
- Meditationen über Lyrik, 1877 (in : Deutsche Dichterhalle)